# 石谷清定 (豊前守)
石谷 清定（いしがや きよさだ、延享3年（1746年） - 没年不明）は江戸時代の旗本。

## 生涯
宝暦10年（1760年）4月28日、15歳の時、はじめて徳川家重に拝謁した。宝暦12年（1762年）9月28日御小姓組に列し、同年12月15日から江戸城西の丸に勤仕し将軍世子の徳川家基に仕えた。明和3年（1766年）2月27日御小納戸となり、同年3月27日から西の丸に勤務し、同年12月19日布衣の着用を許される。安永8年（1779年）に徳川家基が薨去したため、同年4月18日寄合に列した。天明元年（1781年）4月21日御小納戸に復帰し、同年5月28日から江戸城西の丸に仕えた。天明2年（1782年）12月24日、家督を継いだ。天明6年（1786年）閏10月7日より江戸城本丸に仕えた。寛政4年（1792年）12月24日、徳川家治の養女種姫の用人となったが、寛政6年（1794年）種姫の逝去により3月末日に勤めを解かれた。寛政7年（1795年）6月8日、西の丸の御小納戸となり、寛政9年（1797年）11月18日、従五位下豊前守に叙任された。
清定の後は、田沼意次の弟である田沼意誠の子、石谷清豊が清定の娘を妻として継いだ。